# Bataille de Gjorm
Résistance albanaise pendant la Seconde Guerre mondiale
La bataille de Gjorm (en albanais : Beteja e Gjormit)  est un affrontement de la Seconde Guerre mondiale qui a opposé la Résistance albanaise au royaume d'Italie les 1er et 2 janvier 1943, dans les régions de Gjorm, Vranisht, Dukat, Tragjas et Tërbaç dans le Sud-Ouest de l'Albanie.

## Contexte
Après l'occupation du royaume d'Albanie par le royaume d'Italie en 1939, plusieurs groupes de résistance se sont constitués. Les plus importants de ces groupes étaient Balli Kombëtar, une organisation nationaliste formée par Mit'hat Frashëri et Ali Këlcyra et le Front de libération nationale albanais, qui devint plus tard un groupe communiste dirigé par Mehmet Shehu et Enver Hoxha.
Dukat et Gjorm sont devenus deux des centres de Balli Kombëtar, dont les forces dans la région étaient dirigées par Hysni Lepenica, un commandant militaire, et Skënder Muço, un éminent avocat de Tragjas. Mehmet Shehu, un commandant du Front de libération nationale albanais, créa une unité de partisans dans la région élargie de Mallakastër.
À partir de la mi-1942, il y eut de fréquentes attaques mineures contre les troupes italiennes situées dans la région. En novembre 1942, ces attaques s'intensifièrent. Le commandant des troupes italiennes était le colonel Franco Clementi, qui comptait 2 000 hommes lourdement armées dans la région.

## La bataille
La bataille principale, qui dura trente-six heures, eut lieu du 1er au 2 janvier 1943. Les unités albanaises furent soutenues par 300 volontaires locaux. Pendant la bataille, l'armée italienne utilisa des chars ainsi que des canons de campagne et de nombreuses mitrailleuses.
La bataille s'acheva par la défaite décisive des Italiens, qui furent complètement mis en déroute du champ de bataille, qui passa sous contrôle albanais. Au total, 186 soldats et officiers italiens ont été tués, dont le commandant des troupes italiennes, le colonel Clementi, tandis que des centaines ont été blessés et 80 faits prisonniers. Deux chars italiens ont été détruits, tandis que le matériel militaire capturé par les Albanais comprenait trois canons de campagne, vingt-neuf mitrailleuses, de grandes quantités de munitions et des centaines de fusils.

## Conséquences
Après avoir été vaincue et mise en déroute du champ de bataille, l'armée italienne se livra à des représailles contre les civils des cinq villages de Dukat, Gjorm, Trëbaç, Tragjas et Vranisht. L'aviation italienne bombarda les villages. Lors de ces attaques, il y eut de nombreuses victimes civiles dont le maire de Dukat, Shukri Cane. À la suite d'une autre expédition punitive, Gjorm fut également attaquée au mortier jusqu'à sa destruction complète.
Une peinture de Fatmir Haxhiu datant de 1981, intitulée Gjorm War (en albanais : Lufta e Gjormit), commémore la bataille de Gjorm. Le tableau est exposé au Musée national historique d'Albanie.